# 倪詩蓓
倪詩蓓（英語：Annie Ngai See Pui，1966年7月10日—），原名倪文娟，另有藝名倪安妮，是一位香港、台灣、新加坡女演員，台灣歌手及綜藝節目主持，模特兒，時裝雜誌編輯，專欄作家，兒童教育工作者(遊玩治療培訓)，現電台節目主持，被香港傳媒稱為「麗的花旦」、「張國榮初戀女友」。

## 簡歷

### 早年生活
倪詩蓓生於香港，是家中長女，中學畢業於瑪利諾修院學校。自13歲在街上被廣告公司發掘，接拍廣告，後更被《姊妹》雜誌主編施盈盈賞識，以時裝模特身份出道，成為女小說作家亦舒連續小說插畫的專用模特兒。

### 加入演藝圈
於1980年4月參加麗的電視為期三個月的《慧眼識新星》藝員訓練班，並在同年7月的簽約儀式中與李秉鏜、顧紀筠、莫少聰、方任利莎長女方珍妮等學員一同被簽為麗的電視旗下藝人，開始了演藝生涯，連續三次與當時初出道的歌手張國榮合演青春偶像劇，後來合約到期而轉到台灣發展，1991年曾灌錄國語唱片。
1999年回港與東方電影公司黃百鳴傾談電影合作事宜後，與香港漫畫家黃玉郎結識並相戀，翌年育有一子，2004年兩人分手，倪詩蓓移居新加坡，獨自照顧患有自閉症的兒子黃英樑(Royce)。
2017年倪詩蓓帶兒子回流香港入讀寄宿特殊學校，2018年擔任壹週刊《詩詩細語》兒童教育專欄作家，2020年加入新城知訊台擔任清談節目《詩情廿四味》主持人。

## 作品

### 電視劇
- 1981年 香港麗的《對對糊》飾 二索
- 1981年 香港麗的《甜甜廿四味》飾 Hailey
- 1982年 香港麗的《凹凸神探》飾 古瑪莉
- 1986年 台灣華視《葫蘆奇兵》
- 1988年 台灣中視《歡樂遊俠》
- 1988年 台灣中視八點檔《情義無價》飾 鍾凱悅
- 1989年 台灣中視八點檔《天使之愛》飾 黃琴
- 1990年 台灣台視八點檔《郵差三度來按鈴》飾 高天麗
- 1992年 新加坡廣播局《愛情乒乓球》（以藝名倪安妮[7]參演）

### 電影
- 1987年 《金燕子》[8]
- 1988年 《愛的逃兵》[9]
- 1989年 《人鬼一家親》[10]

### 音樂
曾為一片歌手，於1991年3月於台灣出版國語專輯《莫斯科的冬天》

### 電台訪談節目
2024年3月30日，新城電台《恐怖熱線》

## 外部鏈接
- 倪詩蓓在香港影庫上的簡介
- 倪詩蓓在互联网电影资料库（IMDb）上的資料（英文）
- 新城知訊台:倪詩蓓（页面存档备份，存于）
- 倪詩蓓的Facebook專頁
- 倪詩蓓的Instagram帳戶
- 倪詩蓓的新浪微博